# NGC 3811
NGC 3811 est une galaxie spirale barrée située dans la constellation de la Grande Ourse. NGC 3811 a été découverte par l'astronome germano-britannique William Herschel en 1788.

## Caractéristiques
La classe de luminosité de NGC 3811 est III-IIV et elle présente une large raie HI. C'est aussi une galaxie à sursaut de formation d'étoiles

### Distance
Sa vitesse par rapport au fond diffus cosmologique est de 3 299 ± 15 km/s, ce qui correspond à une distance de Hubble de 48,7 ± 3,41 Mpc (∼159 millions d'al).
À ce jour, une douzaine de mesures non basées sur le décalage vers le rouge (redshift) donnent une distance de 46,633 ± 13,314 Mpc (∼152 millions d'al), ce qui est à l'intérieur des valeurs de la distance de Hubble.

### Émission de radiation ultraviolette
NGC 3811 est une galaxie dont le noyau brille dans le domaine de l'ultraviolet. Elle est inscrite dans le catalogue de Markarian sous la cote Mrk 185 (MK 185).

## Supernova
Deux supernovas ont été découvertes dans NGC 3811, SN 1969C et SN 1971K.

### SN 1969C
1969C a été découverte par Leonida Rosino le 9 janvier 1969. Le type de cette supernova n'a pas été déterminé.

### SN 1971K
1971K a été découverte par l'astronome amateur russe Petr Grigor'evich Kulikovskij le 28 novembre 1971. Le type de cette supernova n'a pas été déterminé.